# Тинта (тауншип, Миннесота)
Тинта (англ. Tintah) — тауншип в округе Траверс, Миннесота, США. На 2000 год его население составило 53 человека.

## География
По данным Бюро переписи населения США площадь тауншипа составляет 90,5 км², из которых 90,5 км² занимает суша, водоёмов нет.

## Демография
По данным переписи населения 2000 года здесь находились 53 человека, 18 домохозяйств и 14 семей. Плотность населения —  0,6 чел./км². На территории тауншипа расположено 20 построек со средней плотностью 0,2 построек на один квадратный километр. Расовый состав населения: 100,00 % белых.
Из 18 домохозяйств в 44,4 % воспитывались дети до 18 лет, в 77,8 % проживали супружеские пары, в 5,6 % проживали незамужние женщины и в 16,7 % домохозяйств проживали несемейные люди. 16,7 % домохозяйств состояли из одного человека, при том 5,6 % из — одиноких пожилых людей старше 65 лет. Средний размер домохозяйства — 2,94, а семьи — 3,33 человека.
24,5 % населения — младше 18 лет, 13,2 % — в возрасте от 18 до 24 лет, 20,8 % — от 25 до 44, 28,3 % — от 45 до 64, и 13,2 % — старше 65 лет. Средний возраст — 40 лет. На каждые 100 женщин приходилось 120,8 мужчин. На каждые 100 женщин старше 18 приходилось 100,0 мужчин.
Средний годовой доход домохозяйства составлял 38 125 долларов, а средний годовой доход семьи —  39 375 долларов. Средний доход мужчин —  39 583  доллара, в то время как у женщин — 5 833. Доход на душу населения составил 14 443 доллара. За чертой бедности находились 18,2 % семей и 22,5 % всего населения тауншипа, из которых 22,2 % младше 18 и 33,3 % старше 65 лет.